# Station Burnley Barracks
Burnley Barracks is een spoorwegstation van National Rail in Burnley, Burnley in Engeland. Het station is eigendom van Network Rail en wordt beheerd door Northern Rail. 
Het station ligt op 800 meter van station Burnley Central aan de East Lancashire Line.